# باندیکوت خاردار گینه نو
باندیکوت خاردار گینه نو (نام علمی: Echymipera) نام یک سرده از تیره کیسه‌سموران است.